# Оливер Лафајет
Оливер Лафајет (енгл. Oliver Lafayette; Батон Руж, Луизијана, 6. мај 1984) бивши је амерички кошаркаш. Играо је на позицији плејмејкера. Као натурализовани кошаркаш наступао је за репрезентацију Хрватске.

## Каријера
Лафајет је прво студирао на мањим колеџима Блин (2002–2003) и Браун Меки (2004–2005), да би се потом пребацио на познатији колеџ Хјустон (2005–2007). Није изабран на НБА драфту 2007. па одлази у Мексико где проводи једну сезону играјући за тим Корекаминос УАТ Викторија.
Затим одлази у НБА развојну лигу где наступа у екипама Ири бејхокса и Форт Вејн мед антса. У априлу 2010. потписао је уговор са Бостон селтиксима. За Бостон је наступио на једној НБА утакмици на којој је постигао 7 поена.
Дана 13. октобра 2010. потписао је уговор са београдским Партизаном. У београдском клубу је провео нешто више од месец дана пошто је добио отказ 27. новембра 2010. године. Након тога се вратио у Форт Вејн мед антсе да би фебруару 2011. потписао за израелски Макаби Ашдод до краја сезоне.
У октобру 2011. потписао је једногодишњи уговор са пољским Прокомом. Ту је пружао добре партије у Евролиги, али тим није успео да се пласира у ТОП 16 фазу. У јануару 2012. потписао је за Анадолу Ефес до краја сезоне и са њима је наставио да се такмичи у Евролиги. Сезону 2012/13. провео је у литванском Жалгирису.
У јулу 2013. потписао је једногодишњи уговор са Валенсијом. Са њима је освојио Еврокуп у сезони 2013/14. У јуну 2014. године потписао је уговор са Олимпијакосом. Са клубом из Пиреја је провео једну сезону у којој је освојио првенство Грчке. Након тога је наступао за Олимпију из Милана, Малагу и Виртус из Болоње.
У новембру 2018. године потписао је уговор са Игокеом. Дебитовао је у 8. колу АБА лиге против Олимпије у Лакташима, а на тој и наредној утакмици против Морнара пружио је најбоље партије, док је у преосталих седам мечева био испод свог нивоа. На сусрету 16. колу против Крке у Новом Месту, који је екипа из Лакташа добила са 71:69, одиграо је непуних десет минута и није се уписао у стрелце. Након тог меча је добио и отказ. На девет утакмица он је просечно постизао осам поена, уз 2,4 скока и четири асистенције, мада је имао и по две изгубљене лопте, док су му проценти шута били слаби.

## Репрезентација
Лафајет је 2014. године добио хрватско држављанство и наступао је за репрезентацију Хрватске на Светском првенству 2014. у Шпанији.

## Успеси

### Клупски
- Жалгирис:
  - Првенство Литваније (1): 2012/13.
- Валенсија:
  - УЛЕБ Еврокуп (1): 2013/14.
- Олимпијакос:
  - Првенство Грчке (1): 2014/15.
- Олимпија Милано:
  - Првенство Италије (1): 2015/16.
  - Куп Италије (1): 2016.
- Малага:
  - Еврокуп (1): 2016/17.